# Alla radice del male
Alla radice del male, noto anche come Seedpeople – Alla radice del male, è un film del 1992 diretto da Peter Manoogian.

## Trama
Semi provenienti dallo spazio atterrano nell'area circostante la piccola città rurale di Comet Valley dando vita a creature aliene assetate di sangue in grado di impadronirsi del corpo degli uomini. Il geologo Tom Baines, inviato per indagare sulla caduta di un meteorite, si accorge dello strano comportamento degli abitanti della cittadina. Insieme al biologo Doc Roller, al vice sceriffo e all'ex fidanzata, Baines si ritroverà a dover affrontare i pericolosi invasori alieni.